# Podococcus
Podococcus é um género botânico pertencente à família Arecaceae.

## Espécies seleccionadas
- Podococcus acualis
- Podococcus barteri

1. ↑  «Podococcus — World Flora Online». www.worldfloraonline.org. Consultado em 19 de agosto de 2020